# Strausberg
Strausberg – miasto we wschodnich Niemczech w kraju związkowym Brandenburgia, w powiecie Märkisch-Oderland, położone przy jeziorze Straussee, 34 km na wschód od centrum Berlina i 32 km od granicy z Polską.
Jest największym miastem powiatu Märkisch-Oderland. W latach 1949–1990 część NRD i miasto powiatowe w okręgu Frankfurt nad Odrą.

## Demografia
| Rok  | Populacja |
| ---- | --------- |
| 1875 | 5 880     |
| 1890 | 7 042     |
| 1910 | 8 568     |
| 1925 | 9 686     |
| 1939 | 12 140    |
| 1946 | 10 154    |
| 1950 | 11 040    |
| 1964 | 18 168    |

| Rok  | Populacja |
| ---- | --------- |
| 1971 | 19 905    |
| 1981 | 24 917    |
| 1985 | 27 531    |
| 1989 | 28 977    |
| 1995 | 27 312    |
| 2000 | 26 221    |
| 2005 | 26 533    |
| 2010 | 26 206    |

| Rok  | Populacja |
| ---- | --------- |
| 2015 | 26 213    |
| 2016 | 26 387    |
| 2017 | 26 522    |
| 2018 | 26 587    |
| 2019 | 26 853    |
| 2020 | 26 939    |
| 2021 | 27 119    |

## Transport
W mieście znajduje się stacja kolejowa przy linii kolejowej Berlin–Kostrzyn, ponadto końcowa stacja Strausberg Nord linii S5 berlińskiej szybkiej kolei miejskiej a także 6-kilometrowa miejska linia tramwajowa.

## Osoby związane z miastem
- Andreas Angelus (1561-1598)
- Johannes Haw (1871-1949)
- Georg Kurtze (19??-1945)
- Gertrud Rossner (1903-1984)
- Sigmund Jähn (1937-2019)
- Michael Gartenschläger (1944-1976)

## Współpraca
Miejscowości partnerskie:
- Polska: Dębno
- Nadrenia-Palatynat: Frankenthal (Pfalz)
- Belgia: Hamont-Achel
- Czechy: Terezin

## Galeria

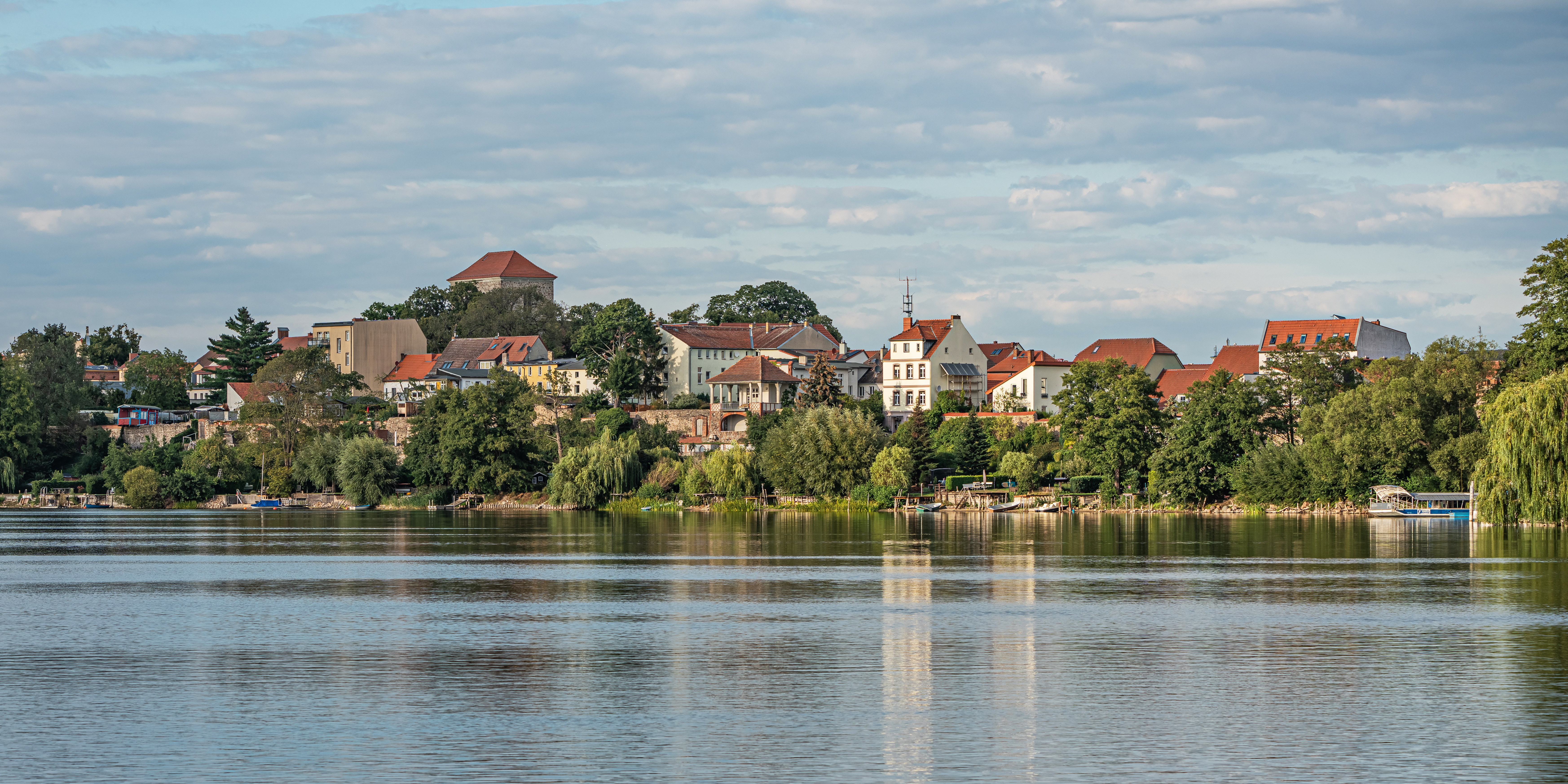
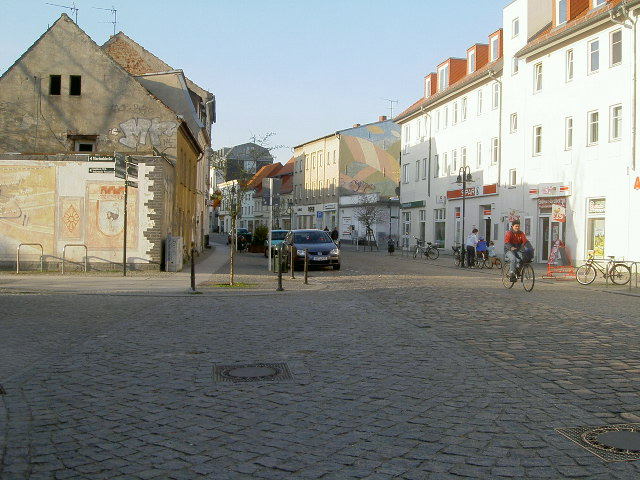
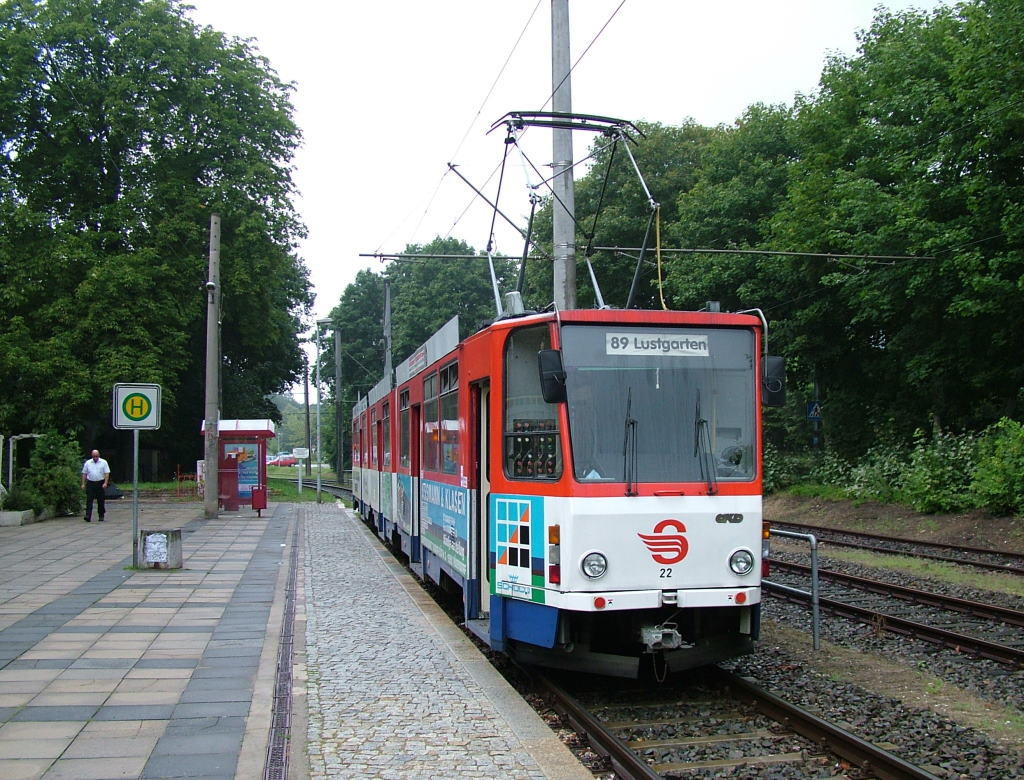